# Haplonema
Haplonema ist eine Gattung der Spulwürmer mit sieben Arten. Sie sind Parasiten bei Süßwasserfischen.

## Merkmale
Haplonema hat die Eigenschaften der Quimperiinae. Der vordere Körperbereich trägt große seitliche Ausläufer (Flügel). Lippen sind nicht ausgebildet, die Deiriden sind groß. Der Ösophagus ist ohne Pharynx und ohne in die Mundhöhle ragende Zähne. Männchen haben keine schrägen Muskelbänder vor der Kloake.

## Systematik
Zur Gattung gehören folgende Arten:
- Haplonema conoura (Gnedina & Savina, 1930)
- Haplonema gnedini (Sudarikov & Ryzhikov, 1952)
- Haplonema immutatum Ward & Magath, 1917
- Haplonema lysani Gupta & Garg, 1976
- Haplonema orthocephalum Dogiel & Achmerov, 1959
- Haplonema problematica (Layman, 1933)
- Haplonema tenuissima Zeder, 1800

Synonym der Gattung ist Cottocomephoronema Layman, 1933.